# Goniothalamus tavoyensis
Goniothalamus tavoyensis là loài thực vật có hoa thuộc họ Na. Loài này được Chatterjee mô tả khoa học đầu tiên năm 1940.